# Шувалов, Сергей Михайлович
Серге́й Миха́йлович Шува́лов (24 июня 1916, Слепушкино, Московская губерния — 21 сентября 1940) — советский военно-морской лётчик-истребитель, Герой Советского Союза (21.04.1940). Лейтенант (1939).

## Биография
Родился 24 июня 1916 года в селе Слепушкино в крестьянской семье. Русский. В 1932 году окончил семилетнюю школу в Верее. Работа в должности культурника в Доме крестьянина в Верее, затем заведующим избой–читальней в деревне Пафнутьево. 
В сентябре 1934 года призван в РККА. Окончил Военную школу лётчиков и лётнабов сухопутной и морской авиации ВВС РККА имени Сталина в городе Ейске в 1936 году. С ноября 1936 года служил в ВВС Балтийского флота: пилот 37-й авиационной эскадрильи, с апреля 1938 — младший лётчик 42-го истребительного авиаполка ВМФ, с августа 1939 — помощник командира 12-й отдельной истребительной авиационной эскадрильи по комсомольской работе (61-я истребительная авиационная бригада ВВС БФ). Член ВКП(б) с 1939 года. 
Участвовал в советско-финской войне в прежней должности. К началу марта 1940 года лейтенант С. М. Шувалов совершил 130 боевых вылетов, из которых — 50 штурмовок по наземным и морским целям. Нанес противнику большой урон в живой силе и боевой технике.
Указом Президиума Верховного Совета СССР от 21 апреля 1940 года «за образцовое выполнение боевых заданий командования на фронте борьбы с финской белогвардейщиной и проявленные при этом отвагу и геройство» лейтенанту Шувалову Сергею Михайловичу присвоено звание Героя Советского Союза с вручением ордена Ленина и медали «Золотая Звезда».
С мая 1940 года исполнял обязанности военного комиссара 13-й отдельной авиационной эскадрильи ВВС БФ. В августе 1940 года был зачислен слушателем Военно-политической академии имени В. И. Ленина.
Скоропостижно скончался 21 сентября 1940 года. Похоронен на Воинской площадке Бабигонского кладбища в Петергофе.

## Награды
- Медаль «Золотая Звезда» (21.04.1940);
- орден Ленина (21.04.1940);
- орден Красного Знамени (7.02.1940).

## Память
- Имя Героя присвоено улице и школе Санкт-Петербурга.
- Его именем названы школа № 12 и улица в г. Струнино.
- Его именем был назван корабль Черноморского флота.
- Его именем названа одна из улиц города Вереи.